# آب لي تشاو

موقع جزيرة آب لي تشاو (جزيرة أبردين) في هونغ كونغ.

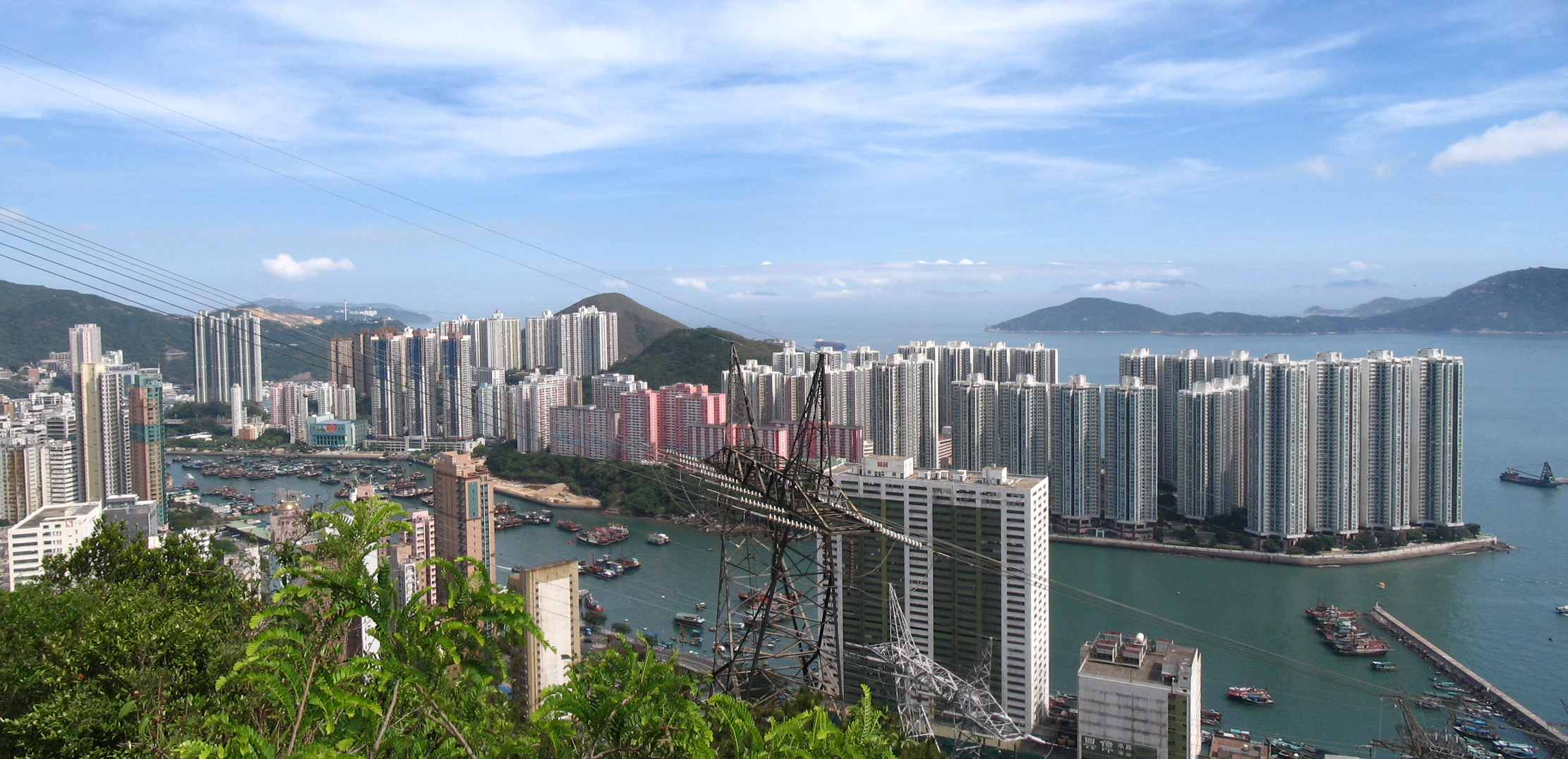
ميناء أبردين وجزيرة آب لي تشاو من جزيرة هونغ كونغ.

آب لي تشاو أو جزيرة أبردين (بالصينية: 鴨脷洲) هي جزيرة تقع في منطقة هونغ كونغ، جنوب غرب جزيرة هونغ كونغ، بالقرب من ميناء أبردين، وتتربَّع على مساحة 1.30 كم2. تتبع الجزيرة إدارياً المقاطعة الجنوبية بهونغ كونغ، وهي تعد ثاني أكثف الجزر المعمورة سكانياً في العالم.

## الجغرافيا والسكان
أطلق اسم «آب لي تشاو» على الجزيرة نسبةً إلى شكلها، حيث تعني «آب» البطة، و«لي» اللسان، و«تشاو» جزيرة، أي جزيرة لسان البطة. أعلى قمة على الجزيرة هي «يوك كواي شان» أو «قمة جونسون» (玉桂山)، التي يبلغ ارتفاعها 196م.
يبلغ عدد سكان جزيرة آب لي تشاو 86,782 نسمة حسب إحصاء عام 2007، فيما تبلغ مساحتها 1.30 كم2، وبذلك تبلغ كثافتها السكانية 66.755 نسمة/كم2، وهي ثاني أعلى كثافة سكانية لجزيرة في العالم.
يتركَّز سكان الجزيرة على جانبها الشمالي، فيما أن الجانب الجنوبي منها أقلُّ سكاناً. تنقسم آب لي تشاو إلى أربع مناطق سكنية، تضم كلٌّ منها عدداً من ناطحات السحاب. كما توجد منطقةٌ صناعية على الجانب الجنوبي من الجزيرة.